# 矢筈山 (香川県)
矢筈山（やはずやま）は、香川県さぬき市に座する讃岐山脈に属する標高787.5メートルの山である。
林道矢筈太郎兵衛線が山麓から山頂近くを走り、女体山をも通過している。登山口はその林道脇にあり、標高787.5mの一等三角点のある頂上まで30分ほどで行けるが、最高地点は少し南に行ったもう一つのピークで標高789mである。山名は、その二つのピークが合わさって山容を形作っていることに由来する。

## ギャラリー

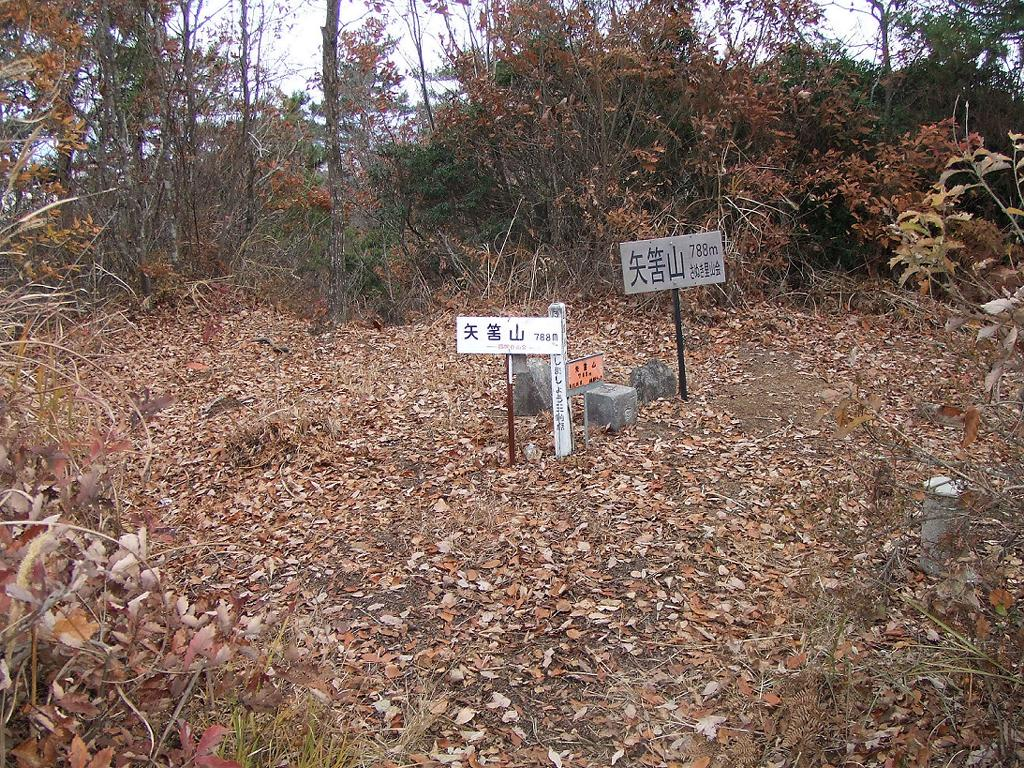
頂上